# Potemnemus
Potemnemus is een kevergeslacht uit de familie van de boktorren (Cerambycidae). De wetenschappelijke naam van het geslacht werd voor het eerst geldig gepubliceerd in 1864 door Thomson.

## Soorten
Potemnemus omvat de volgende soorten:
- Potemnemus detzneri Kriesche, 1923
- Potemnemus hispidus Gressitt, 1952
- Potemnemus lima Pascoe, 1866
- Potemnemus loriai Breuning, 1956
- Potemnemus pristis Pascoe, 1866
- Potemnemus rosenbergii Vollenhoven, 1871
- Potemnemus scabrosus (Olivier, 1790)
- Potemnemus sepicanus Kriesche, 1923
- Potemnemus tuberifer Gahan, 1894
- Potemnemus wolfi Berchmans, 1925